# Clara Büttiker
Clara Büttiker (Olten, 27 september 1886 - aldaar, 11 februari 1967) was een Zwitserse journaliste, feministe en schrijfster.

## Biografie
Clara Büttiker was een dochter van Eduard Büttiker, een gemeentesecretaris. Na haar kindertijd in Olten liep ze school aan de kunstschool van Neuchâtel. Nadien werd ze schrijfster en journaliste.
In 1911 richtte ze de Schweizerischer Frauenkalender op, een almanak over de literaire en artistieke vrouwelijke actualiteit. Na de fusie van deze kalender met het Jahrbuch der Schweizerfrauen verschenen er ook geregeld politieke artikelen. Ze bleef redactrice en editrice van de Frauenkalender tot 1960.
Van 1921 tot 1945 baatte ze tevens een boekenwinkel uit in Davos.

## Werken
- (de)  Höhenmenschen, 1910.